# Richard Eggs
Richard Eggs (* 22. Oktober 1621 in Rheinfelden; † 1. August 1659 in München) war ein Jesuitenpater, Rhetorikprofessor und Verfasser barocker jesuitischer Schultheaterstücke.

## Leben
Der im vorderösterreichischen Rheinfelden aufgewachsene Katholik, der wohl während des Dreißigjährigen Krieges die kriegerischen Auseinandersetzungen in und um seine Heimatstadt miterlebt hat (beispielsweise die Schlacht bei Rheinfelden 1638, bei der die Protestanten den Sieg davontrugen), übersiedelte 1641 ins katholische, von Kurfürst Maximilian I. regierte Bayern und trat in Landsberg am Lech dem Jesuitenorden, dem Vorreiter und Hauptträger der Gegenreformation, bei. Eine sehr wichtige Rolle in dieser Bewegung spielte das jesuitische Schultheater. Das Landsberger Jesuitenkolleg (Gymnasium) hatte 1640 auch das bestehende städtische Gymnasium übernommen und dort 1642 eine Rhetorikklasse eingerichtet.
1654 empfing Eggs in Eichstätt die Priesterweihe. Von diesem Jahr an war er Professor für Rhetorik, zunächst bis 1656 am Jesuitenkolleg Ingolstadt (Verwaltungssitz der oberdeutschen Provinz des Ordens; der Nachwuchs aus dieser Provinz studierte hier), anschließend bis 1657 in Augsburg, dann bis 1659 in Altötting und zuletzt, bis zu seinem Tod im selben Jahr durch einen Blutsturz, für kurze Zeit in München.
Eggs, der seine Dichtkunst bei dem Jesuitenrhetoriker Jacob Balde erlernt hatte, schrieb an die 50 Theaterstücke für die Bühnen der Jesuitenschulen. Er zählt damit zu den wichtigsten aus dem Gebiet der heutigen Schweiz stammenden Autoren des barocken Jesuitentheaters.